# Jean Gainche
Jean Gainche   (Remungol, 12 d'agost de 1932) és un ciclista francès, ja retirat, que fou professional entre 1956 i 1966. Era un bon rodador i esprintador. En el seu palmarès destaquen dues edicions del Gran Premi de Plouay i una etapa al Tour de França de 1958.
El 1975 regentava una botiga d'electrodomèstics. És el padrastre de Gérard Kerbrat, també ciclista professional.

## Palmarès
- 1953
  - 1r a la Volta a Costa d'Ivori i vencedor de 4 etapes
- 1954
  - 1r a la Volta a Costa d'Ivori i vencedor de 9 etapes
- 1955
  - Campió de Bretanya dels independents
  - Vencedor d'una etapa de la Ruta a França
- 1957
  - Vencedor d'una etapa al Tour de Normandia
- 1958
  - 1r al Circuit de les 2 badies
  - 1r al Tour de Xampanya i vencedor d'una etapa
  - 1r al Gran Premi de Plouay
  - Vencedor d'una etapa al Tour de França
  - Vencedor d'una etapa al Circuit de Finisterre
- 1959
  - 1r a la Volta a Costa d'Ivori
  - 1r de l'Etoile de Leon a Landivisiau
  - 1r al Circuit de l'Aulne
- 1962
  - 1r al Gran Premi de Plouay
  - 1r a la mig-agost bretona

### Resultats al Tour de França
- 1958. 29è de la classificació general i vencedor d'una etapa
- 1959. Abandona (18a etapa)
- 1960. 36è de la classificació general
- 1961. 14è de la classificació general
- 1962. 32è de la classificació general
- 1963. 20è de la classificació general
- 1964. 31è de la classificació general
- 1965. 71è de la classificació general